# محمد علي بلال
لواء أركان حرب محمد علي بلال (23 يوليو 1935) نائب رئيس أركان القوات المسلحة المصرية. وقائد القوات المصرية في حرب عاصفة الصحراء، المعروفة باسم حرب الخليج الثانية.

## بيانات عامة
ولد محمد علي بلال في دشنا، محافظة قنا، في 23 يوليو 1935. وهو متزوج. عدد الأولاد: (4).
- آخر منصب تولاه: قائد القوات المصرية في حرب الخليج «درع الصحراء».

## المؤهلات العلمية المدنية
1. شهادة التوجيهية (إتمام الدراسة الثانوية).
2. بكالوريوس تجارة، عام 1970.
3. دبلوم دراسات إسلامية.
4. ماجستير في إدارة الأعمال.

## المؤهلات العلمية العسكرية
1. بكالوريوس في العلوم العسكرية من الكلية الحربية المصرية، عام 1955.
2. ماجستير في العلوم العسكرية، من كلية القادة والأركان عام 1970.
3. زمالة كلية الحرب العليا، من أكاديمية ناصر العسكرية العليا عام 1980.

## المناصب التي تولاها
1. قائد فصيلة مشاة، برتبة ملازم، في منطقة رفح فلسطين على الحدود مباشرة.
2. قائد سرية، برتبة ملازم، عام 1956.
3. ضابط ضمن أول مجموعة ضباط مصرية سافرت إلى سورية، عام 1958، للخدمة بالجيش السوري، بعد إعلان الوحدة بين مصر وسورية.
4. رئيس عمليات كتيبة، عام 1962.
5. قائد كتيبة مشاة، بالإنابة، من عام 1965 وحتى عام 1967.
6. قائد كتيبة مشاة ميكانيكية، عام 1969.
7. رئيس عمليات فرقة، عام 1973.
8. قائد لواء مشاة ميكانيكية، عام 1976.
9. رئيس شعبة عمليات جيش، عام 1981.
10. قائد فرقة مشاة، عام 1983.
11. مساعد رئيس أركان حرب القوات المسلحة.
12. رئيس هيئة تفتيش القوات المسلحة.
13. قائد القوات المصرية في حرب الخليج «درع الصحراء».

## الأعمال البارزة المشاركة في
1. حرب 1956، كقائد سرية مشاة ميكانيكية.
2. حرب اليمن من عام 1962 حتى عام 1965، رئيساً لعمليات كتيبة.
3. حرب 1967، أركان حرب عمليات لواء.
4. حرب 1973، رئيس عمليات فرقة، ثم قائد مجموعة عمليات سميت باسمه «مجموعة عمليات بلال».
5. حرب الخليج الثانية، عام 1990، قائداً للقوات المصرية.

## وجهة نظره عن «حرب تحرير الكويت»
اللواء أركان حرب متقاعد محمد علي بلال قائد القوات المصرية التي شاركت في حرب الكويت عام 1991 في حديث نشرته له مجلة 'الإذاعة والتليفزيون' الحكومية، في فبراير 2010، وأجراه معه محمد مسعد قال:
يتفق المحللون على تسميتها بـ'حرب تحرير الكويت' ومن جانبي أرى أن التوصيف الأدق لها أنها كانت حرب تحرير الكويت، وتدمير العراق ذلك أن أي قرار يقضي بتحرير الأرض المحتلة يقضي في نظري بأن أقاتل القوات المعادية العسكرية لدحرها أو منع الإمدادات عنها أو تدمير معداتها وأسلحتها لإجبارها على الانسحاب.
أما العمليات التي تمت طيلة ستة أسابيع متصلة فقد تجاوزت ضرب القوات العراقية إلى تدمير البنية الأساسية للعراق كالطرق والكباري والمنشآت تدميرا منهجيا منظما، ولعلنا نذكر تدمير الأمريكان لملجأ العامرية كنموذج أمريكي متطرف لتركيع الشعب العراقي.
وبعد أن انتهت عملية عاصفة الصحراء بدحر القوات العراقية لا ننسى أن القوات الأمريكية دخلت إلى مشارف مدينة البصرة، ثم مكثت ثلاثة أشهر ثم انسحبت فجأة من العراق وتركت الشيعة الذين هتفوا باسم المنقذ الأمريكي 'لقمة سائغة' لصدام حسين إمعانا في الفتنة.
كان من الممكن وقتئذ أن تقوم القوات الأجنبية والولايات المتحدة باستكمال احتلال العراق، لكنها لم تفعل، وأبقت على 'صدام' في سدة الحكم كي يظل 'بعبعاً' تهدد به دول الخليج، بل روجت لحقائق زائفة حول امتلاك العراق أسلحة دمار شامل وأكدت وجود قوات عراقية قادرة على مواصلة القتال وإعادة تهديد دول الجوار مرة أخرى.

## ترشحه لرئاسة مصر 2011
أعلن اللواء محمد علي بلال عن ترشيح نفسه لرئاسة مصر في عام 2011.
ولكن لم يتمكن من أستيفاء باقي الأوراق اللازمة للترشح وبذلك لم يصبح مرشحا للرئاسة المصرية

## الأوسمة والأنواط والميداليات
1. نوط الواجب العسكري.
2. نوط الشجاعة العسكري.
3. نوط الخدمة الممتازة.
4. ميدالية الخدمة الطويلة والقدوة الحسنة.
5. نوط التدريب «مرتين».
6. وسام الجمهورية.
7. وسام الملك فيصل من الطبقة الثانية.